# Wißberg
Der Wißberg ist eine 270,2 m ü. NHN hohe Erhebung im Rheinhessischen Hügelland. Sein Gipfel liegt im Gebiet der Ortsgemeinde St. Johann im rheinland-pfälzischen Landkreis Mainz-Bingen. Flankenteile unter anderem bei Gau-Bickelheim gehören zum Landkreis Alzey-Worms.

## Geographie

### Lage
Der Wißberg liegt zwischen Sprendlingen im Westnordwesten, St. Johann im Norden und Wolfsheim im Nordosten, die sich im Landkreis Mainz-Bingen befinden, sowie zwischen Vendersheim im Ostnordosten, Gau-Weinheim im Ostsüdosten, Wallertheim im Südosten und Gau-Bickelheim im Süden, die zum Landkreis Alzey-Worms gehören. Zum zuletzt genannten Landkreis zählt auch eine auf Hochlagenteilen der Südostflanke gelegene Exklave von Wörrstadt. Auf der Ostflanke der Erhebung entspringt der Gau-Weinheimer Bach als Zufluss des im Süden fließenden Wiesbach, in welche der im Nordosten quellende Johannisbach mündet.
Auf Hochlagenteilen der Nordwest- über West- bis Südflanke liegen Teile des Naturschutzgebiets Wißberg (CDDA-Nr. 166339; 1992 ausgewiesen; 31,21 ha groß).

### Naturräumliche Zuordnung
Der Wißberg gehört in der naturräumlichen Haupteinheitengruppe Nördliches Oberrheintiefland (Nr. 22), in der Haupteinheit Rheinhessisches Tafel- und Hügelland (227) und in der Untereinheit Nördliches Tafelland (227.1) zum Naturraum Westplateau (227.11), der nach Nordwesten über Südwesten und Süden bis Südosten in den Naturraum Rheinhessische Randstufe (227.10) abfällt. An diesen wiederum schließt sich die Untereinheit Wöllsteiner Hügelland (227.0) an.

## Geologie, Fossilien, Funde
Der Berg besteht großteils aus Kalkstein, was ihm den Namen „Der weiße Berg“ einbrachte. Auf der Südseite sind die Kalkschichten von eisenschüssigem, rotbraunen Ackerboden bedeckt. Noch im 19. Jahrhundert wurden hier Eisensteine abgebaut.
Der Wißberg gehört zu den Fundstellen mit Ablagerungen des Ur-Rheins aus dem oberen Miozän vor etwa zehn Millionen Jahren. Diese Ablagerungen werden als Dinotheriensande bezeichnet, weil sie oft Zähne und Knochenreste des Rüsseltieres Dinotherium (auch Deinotherium genannt) enthalten. Vor Ort wurden Zähne von Menschenaffen entdeckt, die in den Wirren des Zweiten Weltkrieges in Berlin verloren gingen.
Der Wißberg ist eine bekannte Fundstelle für fossile Muscheln aus dem Tertiär und für Tonscherben aus der Hallstattzeit. 

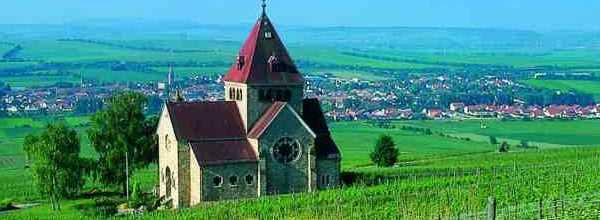
Wißberg: Kreuzkapelle (Südflanke) mit Gau-Bickelheim im Hintergrund

## Sonstiges
Auf Hochlagenteilen der Südflanke des Wißbergs steht die Gau-Bickelheimer Kreuzkapelle. Auf der Gipfelregion der Erhebung liegt der Golfplatz des Golfclubs Rheinhessen und auf ihren Hängen erstrecken sich Weinlagen.